# Lingolsheim
Lingolsheim je občina v departmaju Bas-Rhin francoske regije Alzacija.
Leta 1990 je v občini živelo 16 480 oseb oz. 2,896 oseb/km².